# Корнюшин Даниїл Олександрович
Даниїл Олександрович Корнюшин (рос. Дании́л Алекса́ндрович Корню́шин, нар. 8 жовтня 2001, Ставрополь, Росія) — російський футболіст, захисник клубу «Нижній Новгород».

## Ігрова кар'єра
Даниїл Корнюшин є вихованцем футбольної академії клубу «Краснодар». З 2018 року футболіст виступав за молодіжну клубну команду. Влітку 2020 року Корнюшин до кінця сезону був відправлений в оренду в астраханський «Волгар». Після повернення продовжив грати за другу команду «Краснодара».
Першу гру в основі захисник провів 15 серпня 2021 року у домашньому поєдинку проти тульського «Арсенала».
У червні 2022 року футболіст підписав трирічний контракт з клубом РПЛ «Нижній Новгород». Першу гру в новій команді Корнюшин зіграв у липні 2022 року проти ЦСКА на турнірі Кубок «Матч Прем'єр».